# Bicicletta da trasporto

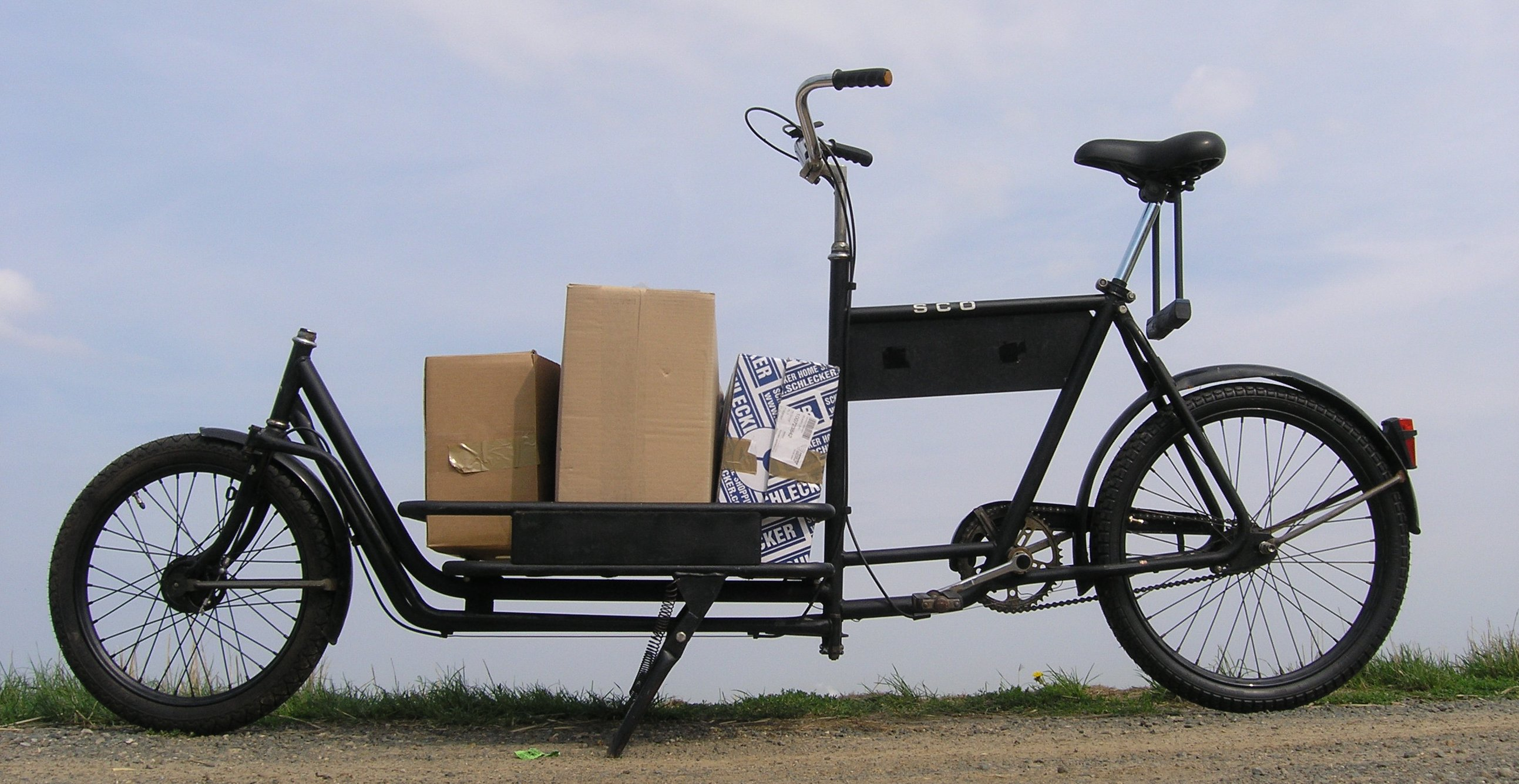
Una bicicletta da trasporto danese Long John

Le biciclette da trasporto (abbreviato talvolta in "BdT") (note anche come "bici cargo" o cargo bike) sono delle biciclette o velocipedi progettati e costruiti specificatamente per il trasporto di persone, animali e merci.
Possono avere due o più ruote, spesso hanno pedalata assistita e sono usate sia privatamente che da aziende o da enti pubblici.

## Tipologie

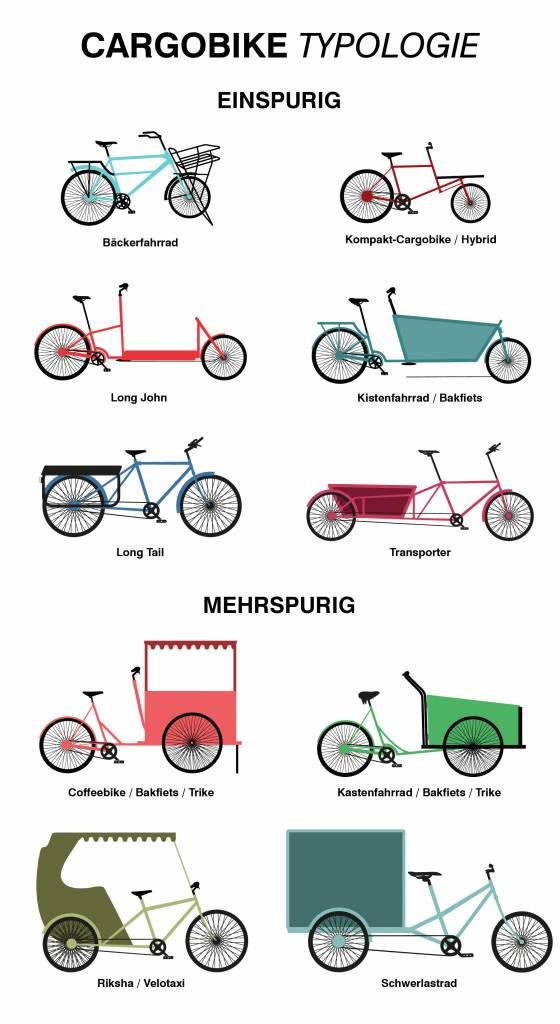
Tipi di bici da trasporto, in alto i modelli a due ruote, in basso quelli a tre

### Biciclette da trasporto "mini"
Questa tipologia di bicicletta è per dimensioni e per costruzione la bici da trasporto più simile a una normale bicicletta da città, servono per trasportare carichi piccoli e sono utilizzate principalmente da privati, in quanto occupano meno spazio.
A questo gruppo appartiene la butcher's bike (letteralmente "bicicletta del macellaio"), una bicicletta con telaio rinforzato e la ruota anteriore più piccola per accomodare un pianale o un cesto con funzione di portapacchi.

### Long John
Le Long John sono le biciclette da carico meglio conosciute, il pianale di carico o la cassa sono situati tra i pedali e la ruota anteriore, che è generalmente più piccola di quella posteriore. Possono avere una capacità fino a 500 L.
Nella variante Long tail il carico è invece posizionato sopra la ruota posteriore.

### Tricicli e quadricicli
Esistono modelli con più di due ruote, questi presentano almeno due ruote parallele tra loro, rendendo il mezzo più stabile a basse velocità o da fermo. I tricicli possono presentare due ruote anteriori e una posteriore oppure una anteriore e due posteriori. Sia nei tricicli che nei quadricicli un cassone fino a 2000 L viene fissato tra le due ruote anteriori o tra quelle posteriori.

### Estensioni e kit
I carrellini o le estensioni da attaccare alla bici permettono di soddisfare le stesse necessità senza comportare l’acquisto di una bici da carico.
Esistono anche dei kit per trasformare la propria bici in una da trasporto, ma la discesa dei prezzi delle bici da trasporto originali ha portato a una riduzione della loro popolarità. I kit si dividono in posteriori (da montare al posto della ruota posteriore) e anteriori (sostituendo tutto il canotto sterzo e la ruota anteriore).

## Caratteristiche

### Massa e manovrabilità
Le bici da trasporto si differenziano dalle normali bici per la loro capacità di trasporto. Spesso sono in grado di trasportare 200 kg e oltre, mentre una normale bici si attesta sui 100 kg. Per poter movimentare questa massa in sicurezza, le bici da trasporto hanno dei telai rinforzati e pesanti: una di queste bici può infatti pesare anche 27 kg nella versione senza motore e addirittura 45 kg con il motore. Questi pesi si vanno a sommare al carico, arrivando sino a 250-300 kg di massa in movimento.

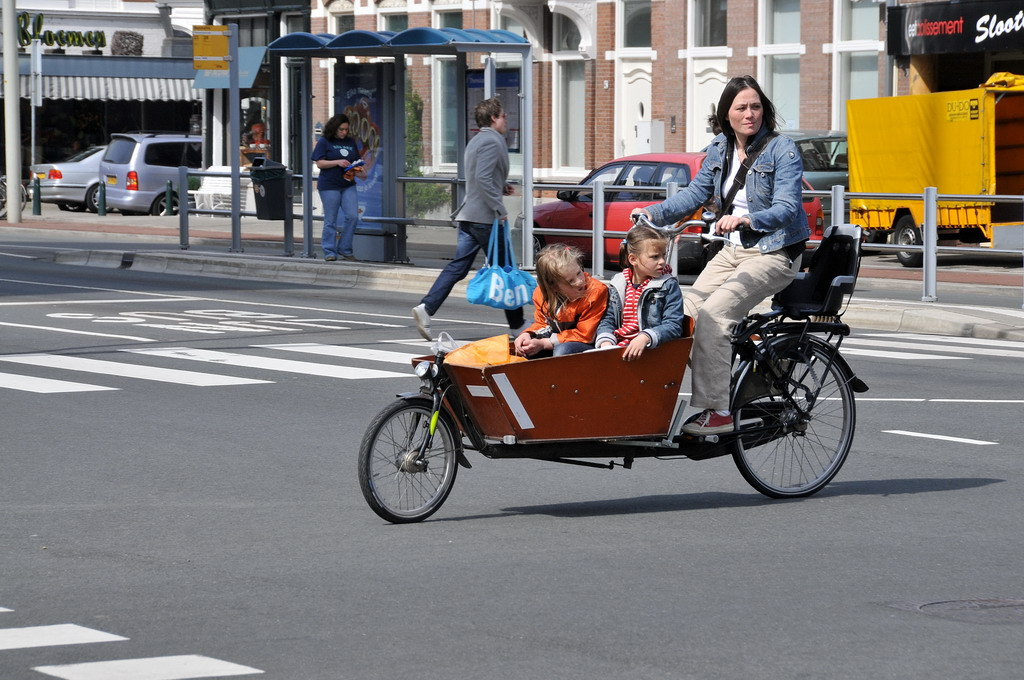
Una bicicletta da trasporto

La posizione del carico determina la manovrabilità del mezzo: un carico situato più alto avrà una maggiore inerzia al cambiamento di direzione e risulterà più difficile da manovrare.
- Nelle Long John il carico è nella posizione ideale[non chiaro] (in basso e al centro tra le ruote). Lo spostamento della ruota anteriore in avanti determina una “lentezza” di risposta di quella posteriore e un maggiore raggio di curvatura. Sono le più veloci.

- Le Long tail hanno il carico a cavallo della ruota posteriore, la bici conserva molto del comportamento normale e sono manovrabili anche a velocità sostenuta (25 km/h), soprattutto se la ruota posteriore è di dimensioni ridotte (20″, o 50,8 cm).

- I tricicli hanno la maggiore capacità di carico e sono il tipo di bici da carico più pesante. Hanno un raggio di sterzata inferiore alla Long John ma minore manovrabilità nel traffico e ad alta velocità (> 15 km/h).

### Rapporti e motore
Per poter movimentare questa massa è indispensabile un cambio con molteplici rapporti. Le bici da trasporto senza motore montano spesso una guarnitura tripla al movimento centrale e otto rapporti al posteriore (3×8=24 rapporti). Il cambio posteriore può essere integrato nel mozzo, il che consente di gestire carichi maggiori con minor manutenzione.
Un aumento notevole delle biciclette da trasporto si è verificato come conseguenza dell'espansione dei motori elettrici per le bici e per via dell'equiparazione delle bici a pedalata assistita sino a 250 W a normali bici per la legislatura europea. Sono presenti sul mercato motori specifici per questo utilizzo, che spesso richiedono una coppia maggiore (80-90 N⋅m) e una cadenza inferiore alle altre bici. 
Si distinguono diversi tipi di motori:
- Motore nel movimento centrale – sono il tipo più comune nelle biciclette da trasporto mini e nelle Long John, non sono molto efficaci energeticamente (possono fornire una coppia di 60-90 N⋅m) e per questo vengono usati di meno nell'ambito professionale.[6]
- Motore da ruota – questa tipologia può fornire una coppia maggiore (fino a 150 N⋅m), sono i più usati da aziende. Può essere montato sia sulla ruota anteriore che su quella posteriore.[7] È la soluzione più economica, le biciclette con questo sistema hanno una inferiore capacità di spunto[N 3] e di pendenza superabile. Molte delle bici con questa soluzione vengono prodotte negli Stati Uniti dove la legislazione consente di utilizzare motori sino a 750 W (il triplo di quella europea).[senza fonte]
- Motore "ibrido" – è la tipologia di motore più nuova, si distingue dalle altre in quanto l'energia fornita dalla persona che pedala è trasmessa attraverso al motore che fa muovere la bicicletta. In questo modo la trasmissione è completamente elettrificata e non c'è necessità di una catena, eliminando quindi il rischio della rottura o della caduta di questa.[8]

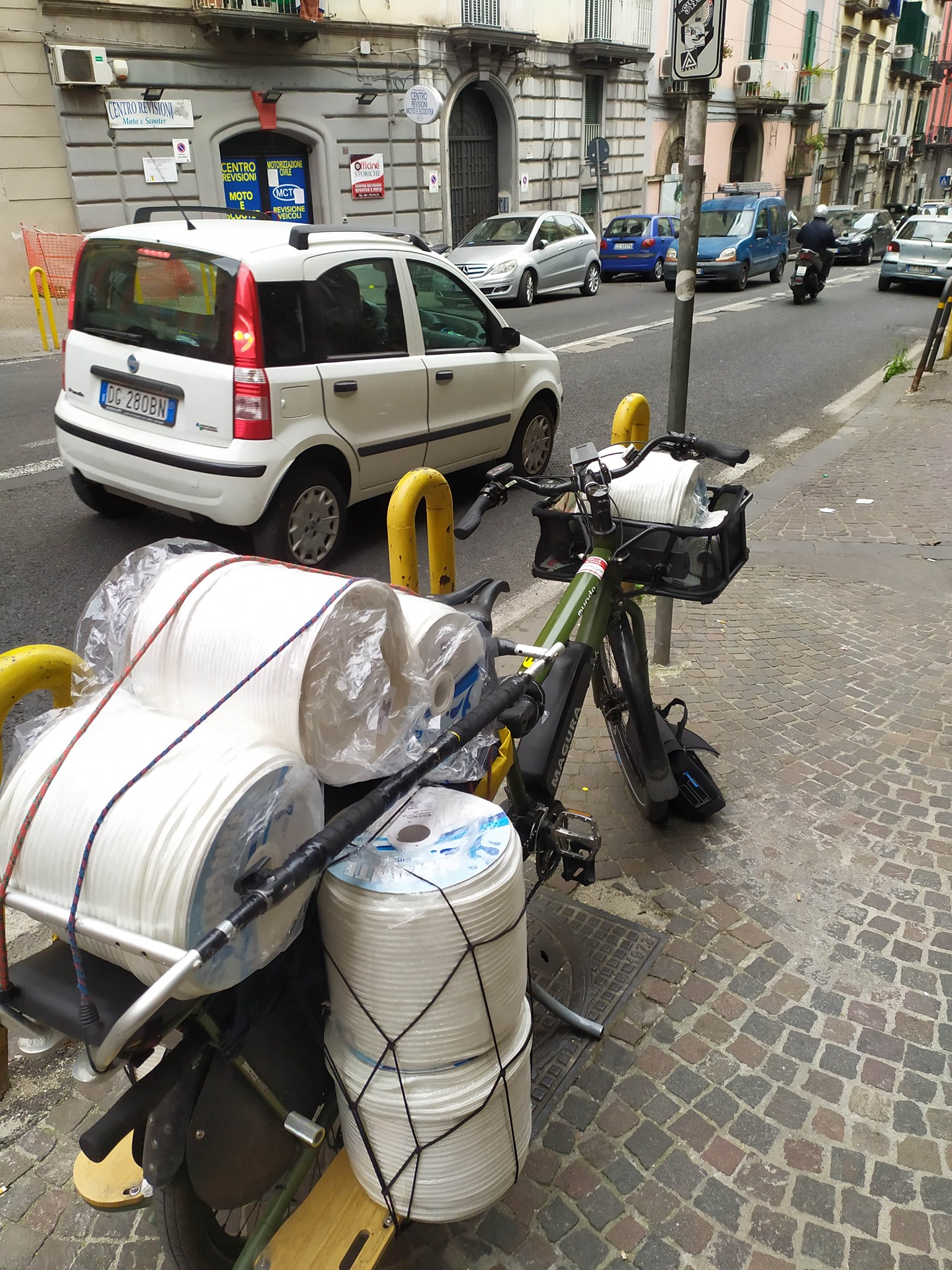
Una bici da carico usata per trasportare della corda

### Ruote e freni
Le ruote delle biciclette da trasporto sono rinforzate rispetto alle ruote normali, soprattutto quella posteriore, e sono spesso di dimensione ridotta per accomodare il pianale di carico. Le biciclette da trasporto più grandi montano ruote di 26″ di diametro (cioè 66 cm), molte hanno ruote da 20″ (50,8 cm). La gommatura delle ruote è abbondante da 2-3″ e oltre (più di 5 cm). La ruota è spesso l’unico ammortizzatore tra il ciclista e le asperità della strada. Lo pneumatico, dati i carichi richiesti, è rinforzato ed esistono anche pneumatici ad hoc (Schwalbe Pick-Up). La foratura su una bicicletta da trasporto è molto più onerosa che su una bici normale, sia come tempi che come costi di riparazione, pertanto spesso si ricorre a pneumatici antiforatura. I freni sono sovradimensionati, solitamente a disco di diametro di 180 mm all’anteriore. Nelle bici più economiche il disco è a comando meccanico. Le vecchie biciclette da trasporto possono avere i freni a bacchetta, ma tale soluzione è ormai superata.

## Storia

### Invenzione e diffusione iniziale
Il primo velocipede pensato per il trasporto di oggetti fu inventato dal britannico James Starley nel 1877, si trattava di un triciclo con una grande cassa tra le due ruote anteriori. Tra la fine del IX secolo e l'inizio del XX secolo tricicli pensati per il trasporto di merci si diffusero in molte città europee, particolarmente nei Paesi Bassi, in Danimarca e nel Regno Unito. Questi venivano usati come biciclette da lavoro per la consegna di giornali o prodotti alimentari come il latte, ma anche per la vendita di gelati in strada e per la raccolta dei rifiuti urbani.

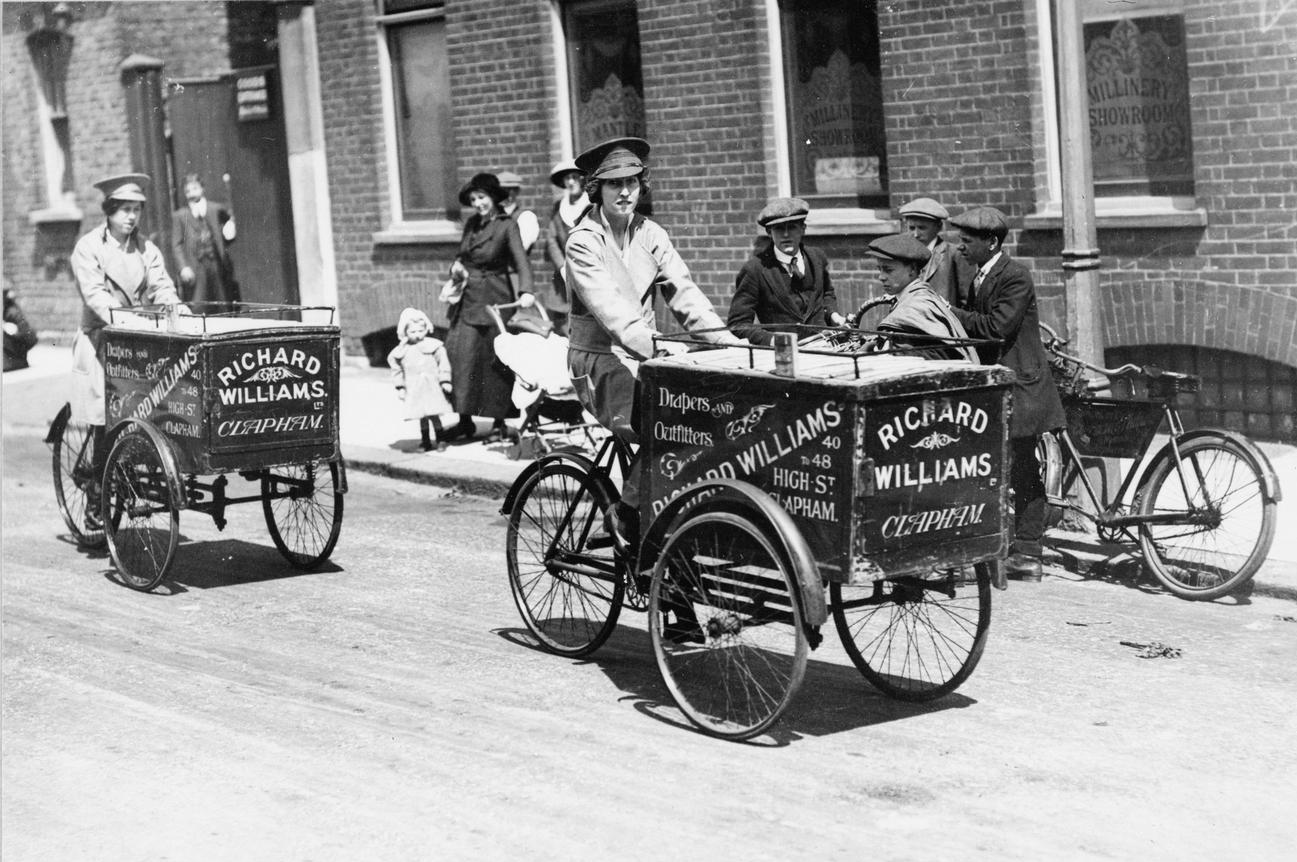
Tricicli da trasporto in uso per un'azienda di tessili, Clapham, Londra, 1915

Allo stesso tempo, nel Regno Unito fu inventata la butcher's bike, ovvero una bici con un portapacchi posizionato sopra la ruota anteriore, che spesso era più piccola di quella posteriore proprio per accomodare il carico. In seguito questa tipologia si diffuse anche negli Stati Uniti, sotto il nome di cycle truck, e raggiunse la diffusione massima durante la seconda guerra mondiale.

### Dopo la seconda guerra mondiale

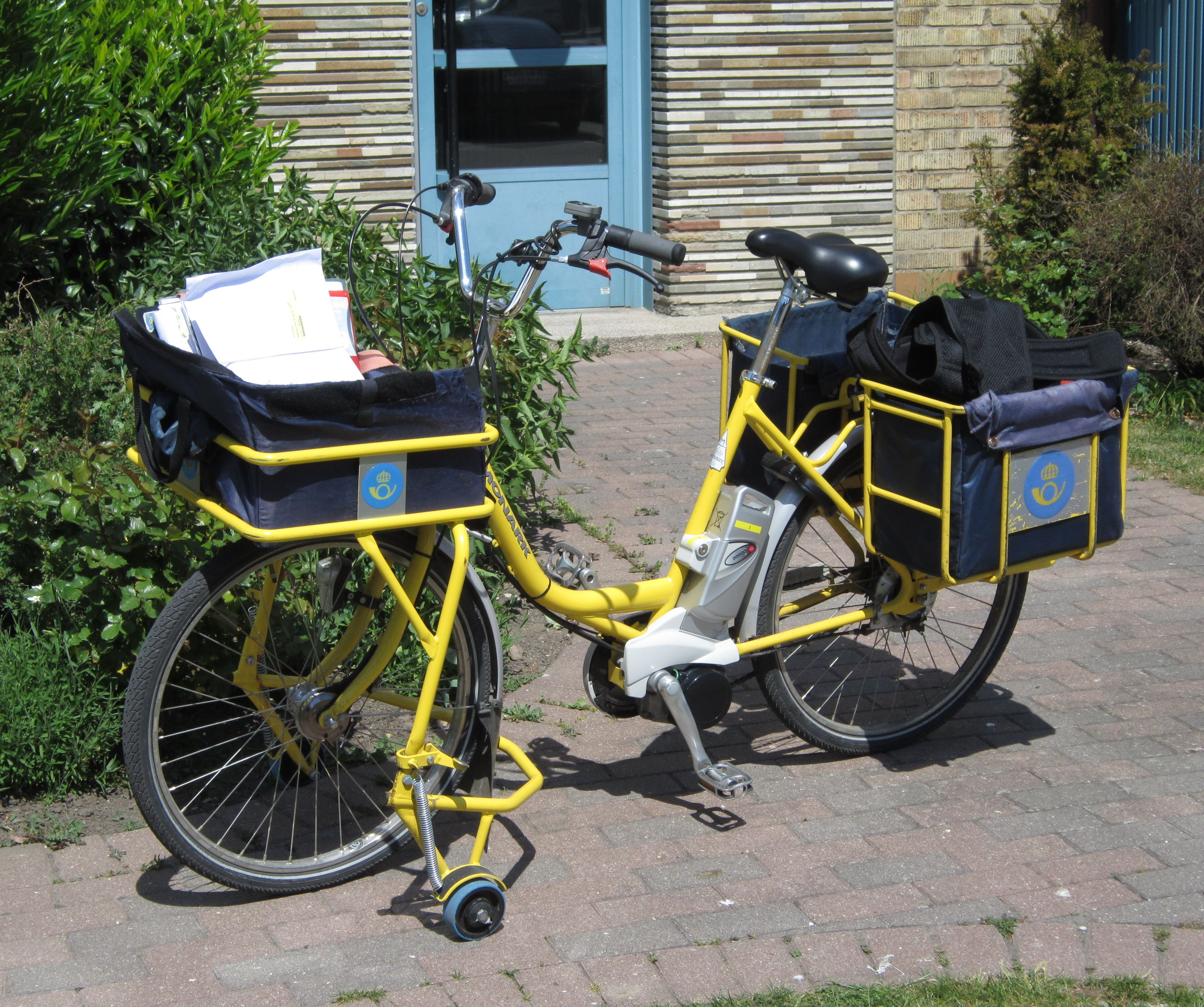
Bicicletta di PostNord Sverige, impresa postale svedese

A partire dagli anni cinquanta e nel corso dei decenni seguenti, con la diffusione di mezzi motorizzati nei paesi industrializzati, l'uso sia dei tricicli da trasporto sia delle biciclette da trasporto a due ruote quasi sparì, con l'eccezione dell'impiego dalle imprese postali. In altri paesi invece, durante il secondo dopoguerra, si ebbe una diffusione dei tricicli per il trasporto di merci e persone: per esempio in Cina, a partire dall'epoca maoista, i contadini usavano tricicli per spostare prodotti agroalimentari dai villaggi ai mercati delle città, e sono ancora utilizzati in città per la vendita di cibo di strada e da arrotini. In generale, in Asia la bicicletta è stata il mezzo più utilizzato in città per il trasporto di merci durante il XX secolo.

### XXI secolo
A partire dagli anni 2010 le biciclette da trasporto hanno visto un maggiore impiego nelle città europee come mezzo per il trasporto logistico, specialmente per la mobilità dell'ultimo chilometro, in larga parte grazie a migliorie tecniche delle bici (in particolare la diffusione di biciclette elettriche) e di un cambio culturale verso la sostenibilità ambientale.
Dal 2023 ad Amsterdam vengono usate anche biciclette da trasporto per la raccolta dei rifiuti, a Napoli nel 2025 sono entrati in servizio dei tricicli da trasporto a pedalata assistita per lo stesso scopo. Tra Austria, Germania e Svizzera ci sono 279 città in cui vengono offerti servizi di noleggio di biciclette da trasporto, e a Linz si possono prenotare gratuitamente biciclette da trasporto messe in servizio dal comune.

## Codice della strada

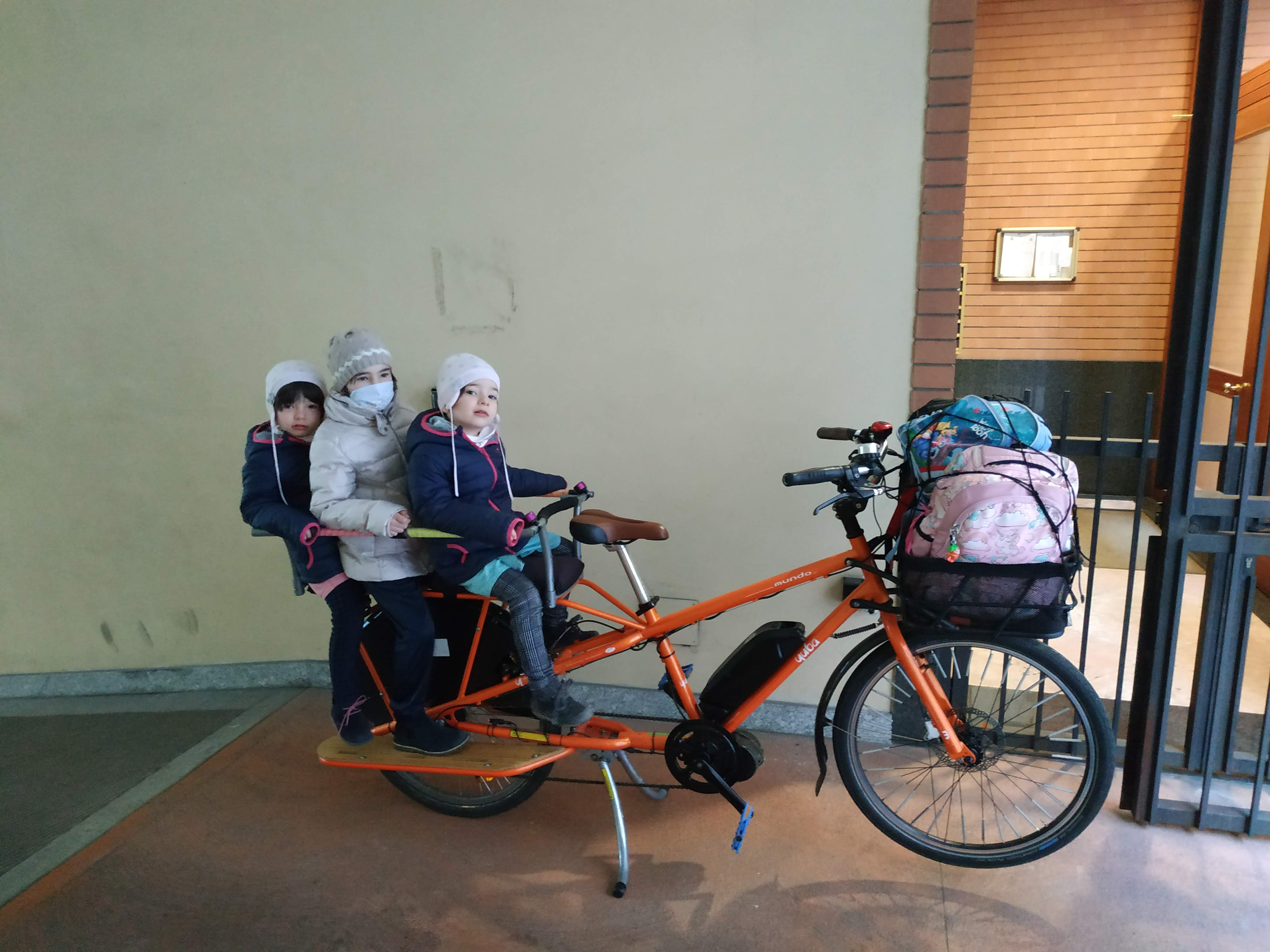
Le biciclette da trasporto sono spesso utilizzate per trasportare i bambini

Le biciclette da trasporto, per il codice della strada italiano, sono identificate come velocipedi. Il limite teorico di persone trasportabili da una bici è determinato dalla costruzione della stessa e potrebbe arrivare sino a 4 adulti e 2 bambini.
- I velocipedi non possono superare 1,30 m di larghezza, 3 m di lunghezza e 2,20 m di altezza.
- È vietato trasportare altre persone sul velocipede a meno che lo stesso non sia appositamente costruito e attrezzato.
- I velocipedi appositamente costruiti ed omologati per il trasporto di altre persone oltre al conducente devono essere condotti, se a più di due ruote simmetriche, solo da quest'ultimo. Sui veicoli di cui al precedente comma non si possono trasportare più di quattro persone adulte compresi i conducenti; è consentito anche il trasporto contemporaneo di due bambini fino a dieci anni di età.

## Galleria d'immagini

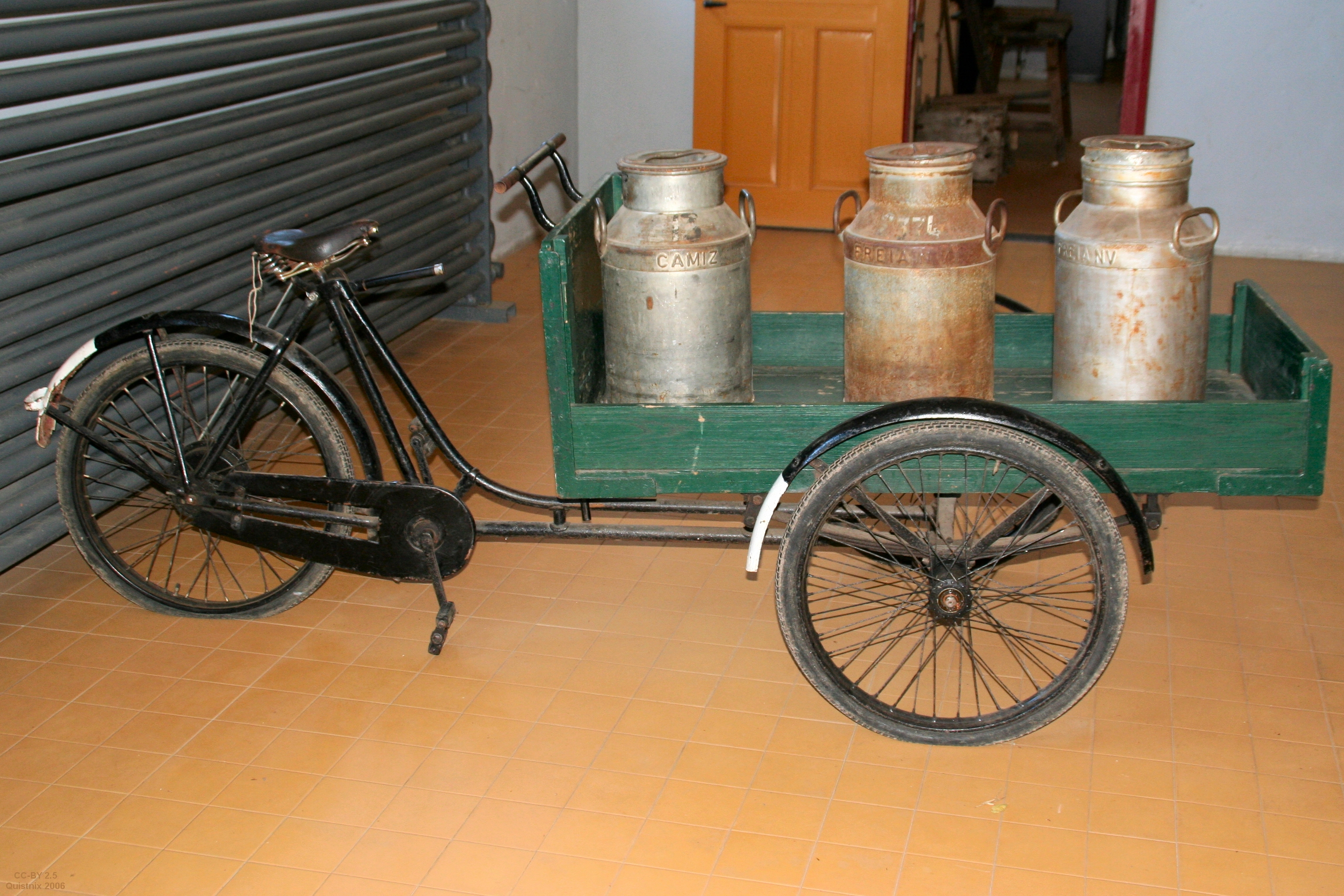
Triciclo da trasporto in un museo all'aperto, Arnhem, Paesi Bassi
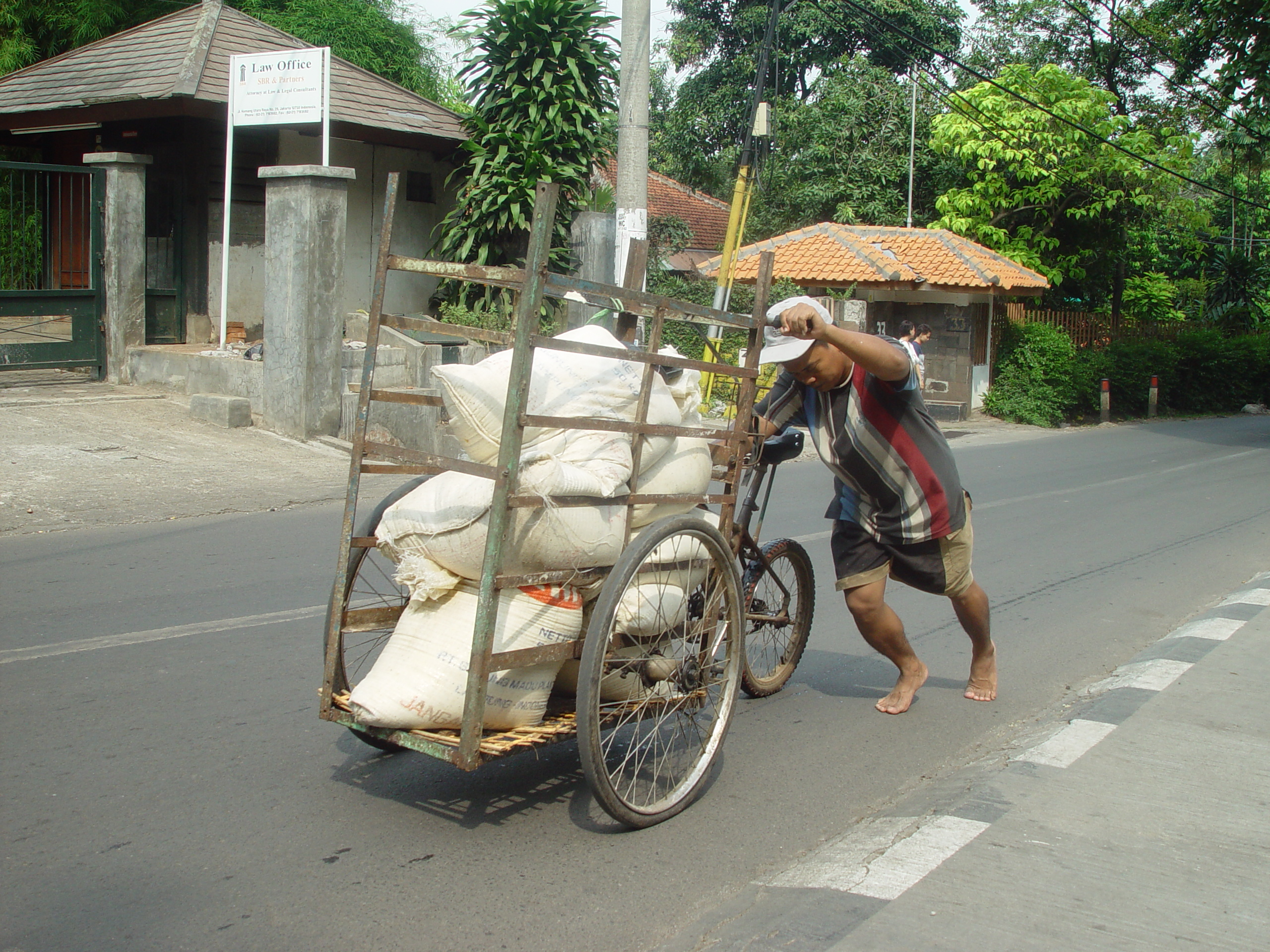
Un triciclo da trasporto carico, Giacarta, Indonesia (2004)
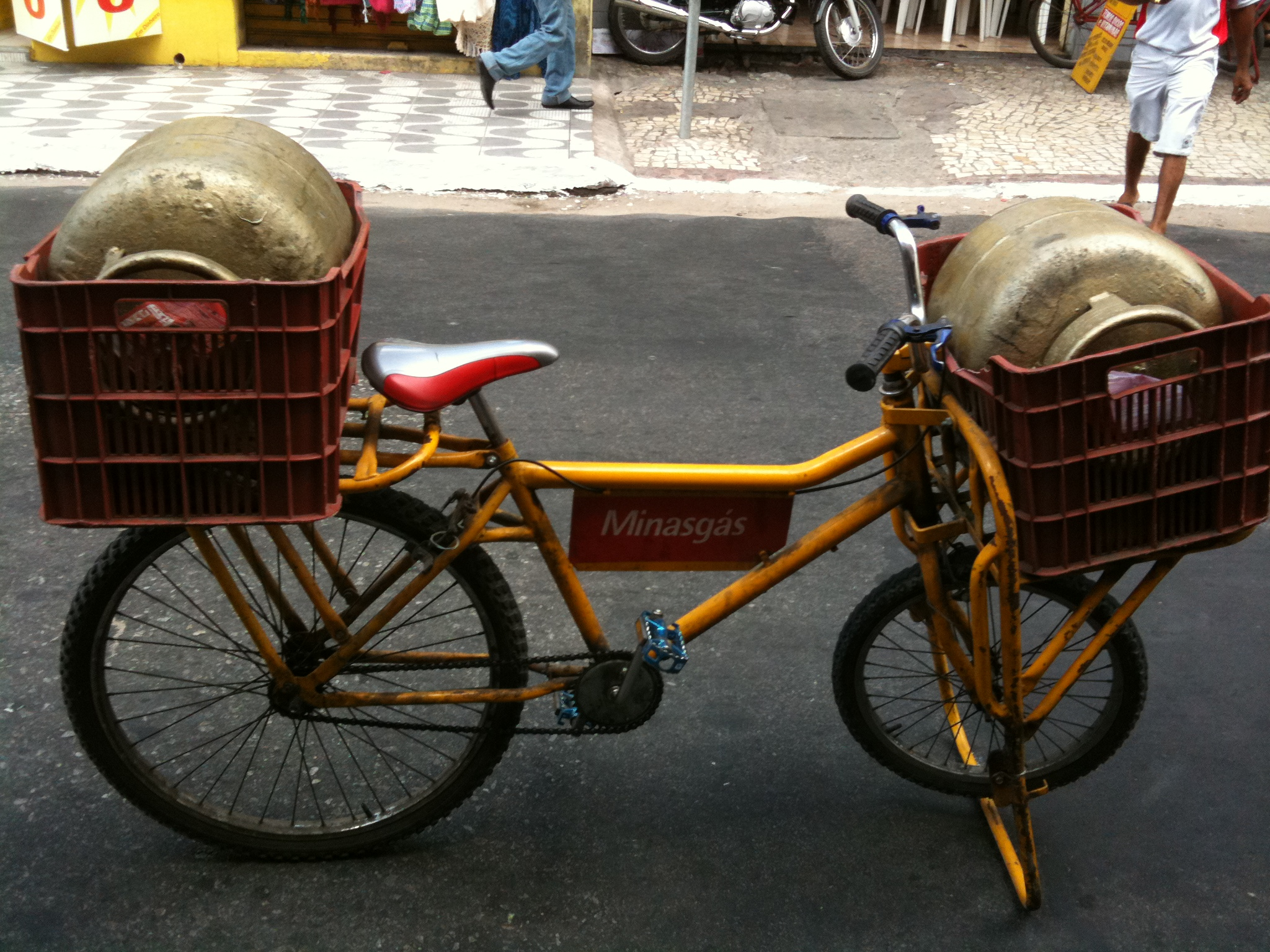
Una butcher's bike usata per trasportare bombole, Fortaleza, Brasile (2009)
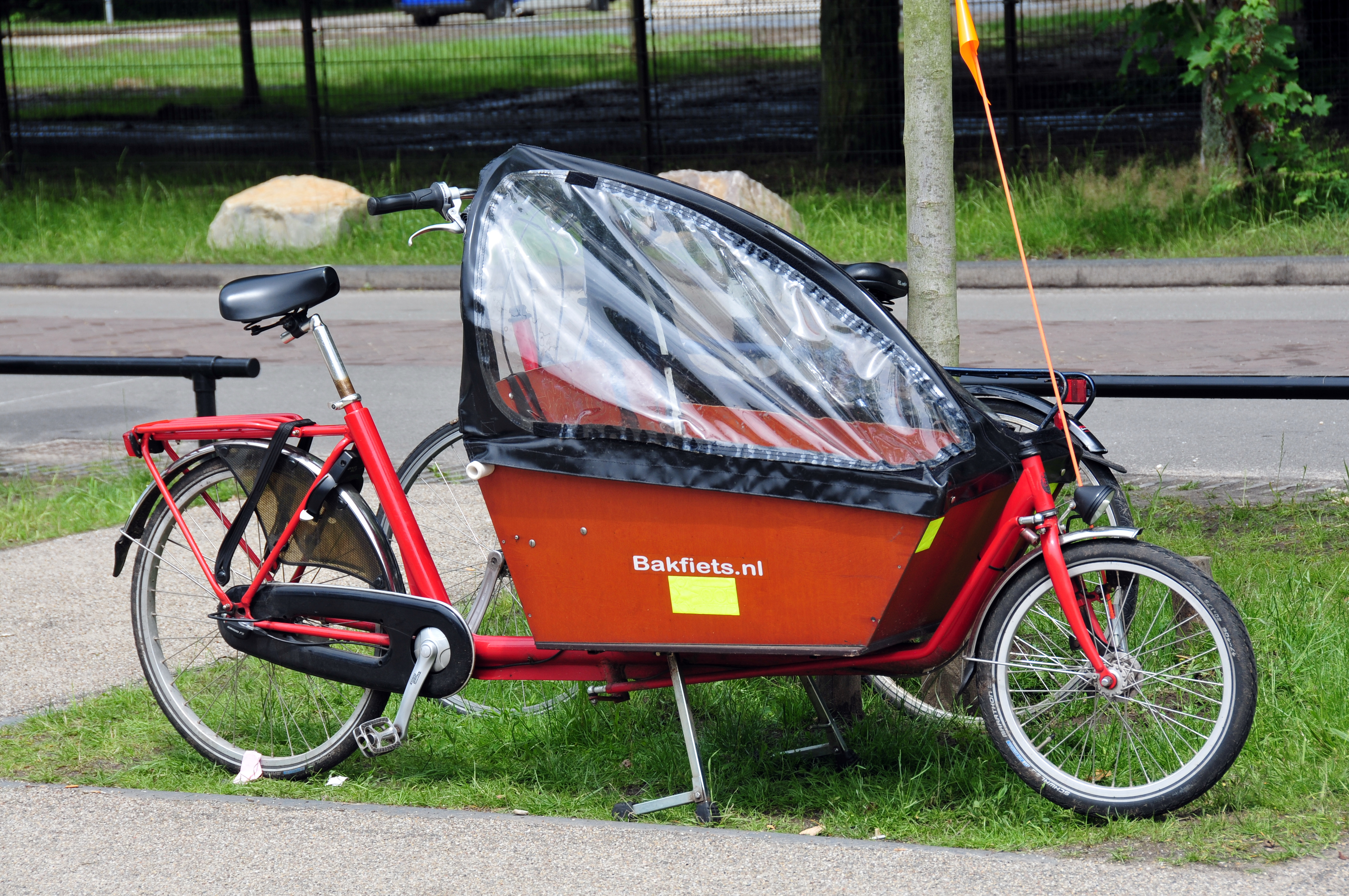
Bicicletta da trasporto con copertura per la pioggia, Eindhoven, Paesi Bassi (2013)
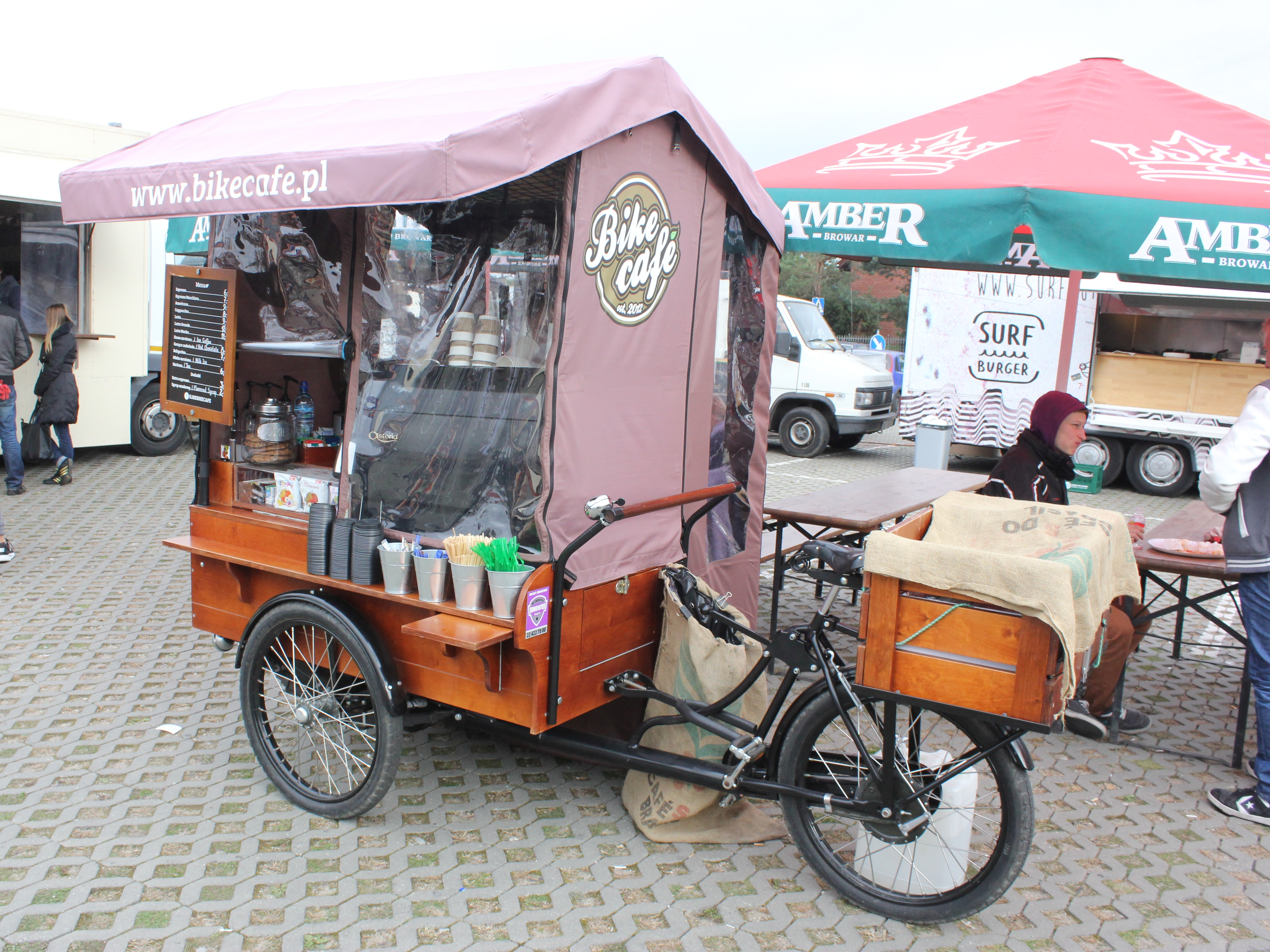
Un triciclo da trasporto come chiosco per la vendita di caffè, Gdańsk, Polonia (2015)
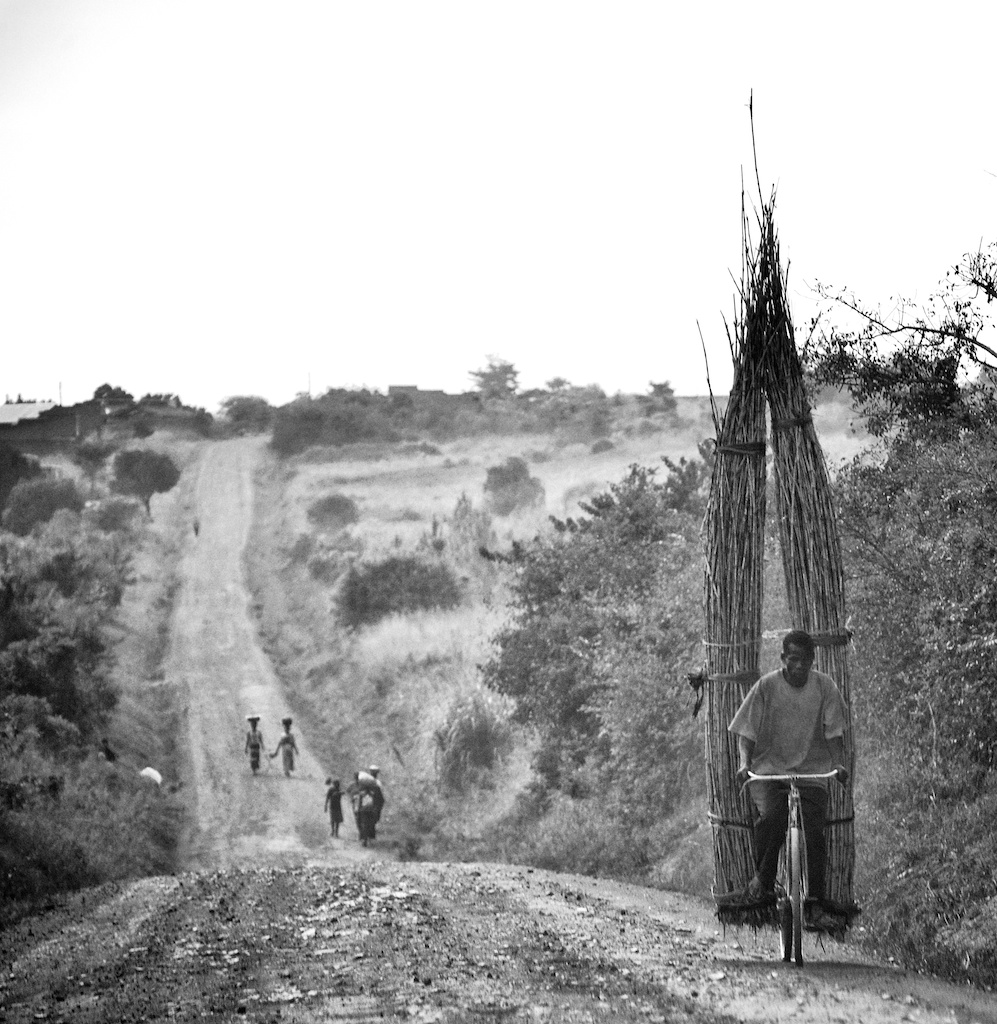
Un uomo con un carico di canne su una bici da trasporto, Uganda (2015)
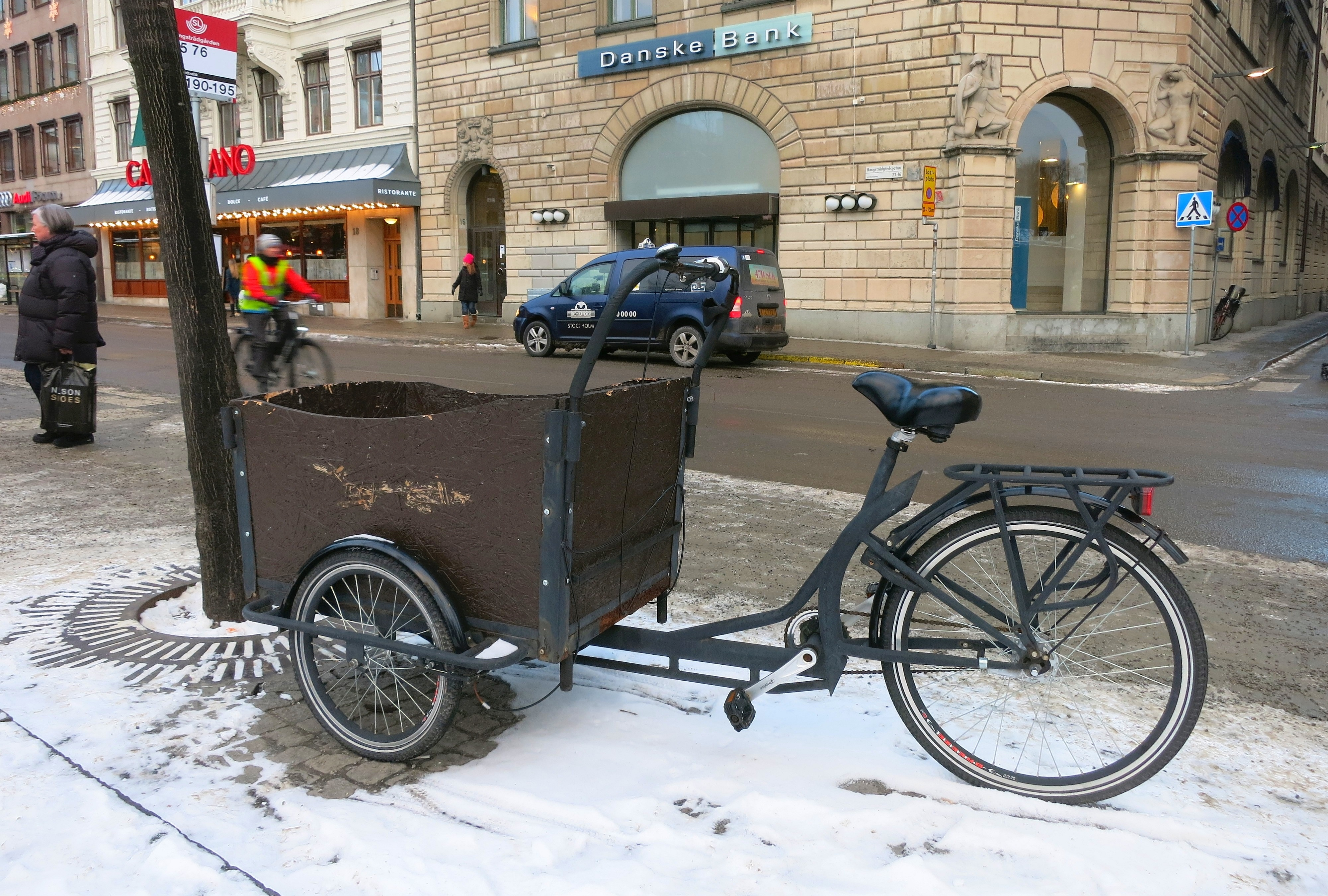
Triciclo da trasporto a Stoccolma, Svezia (2016)
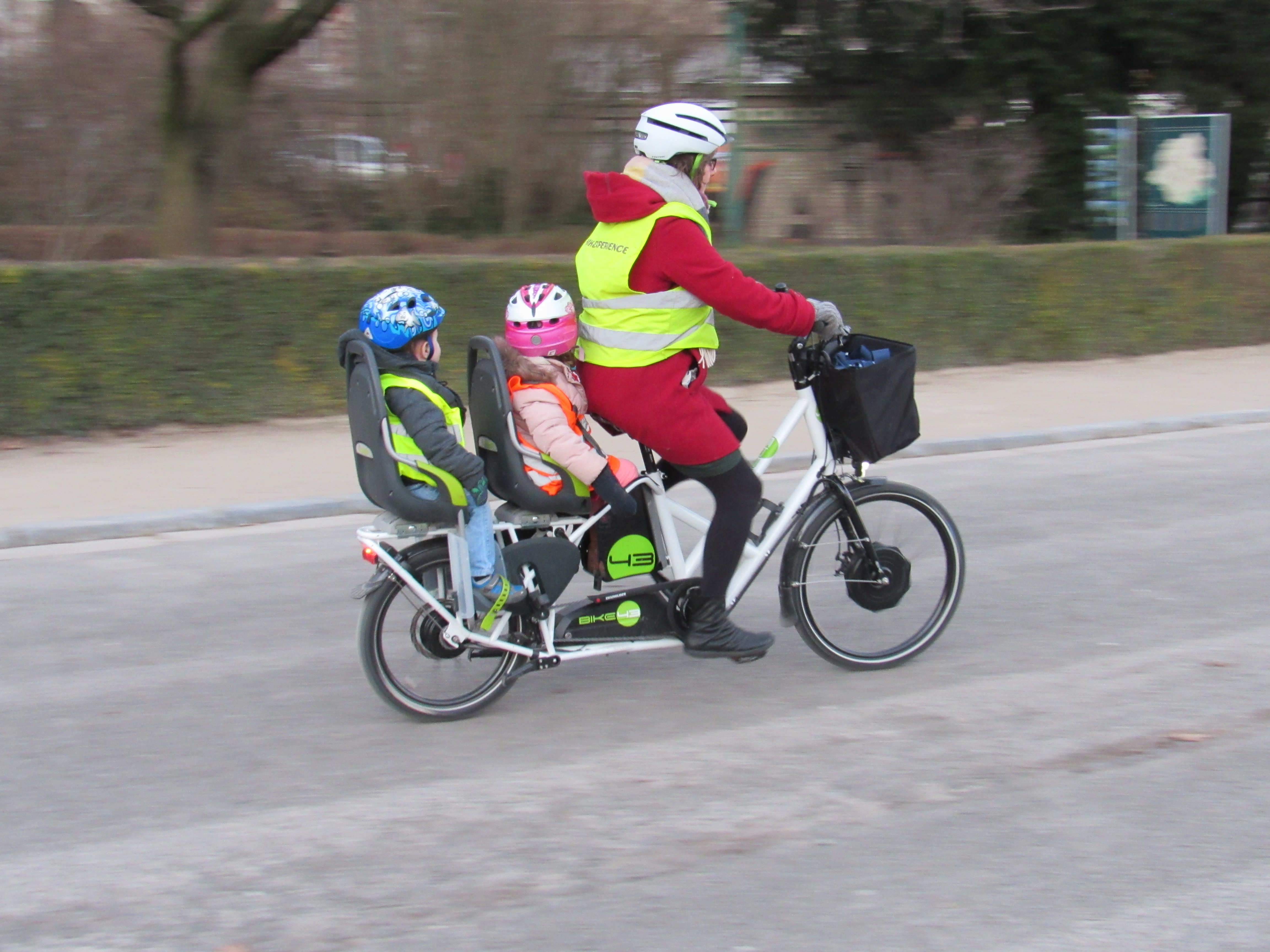
Una Long tail elettrica usata per trasportare due bambini (2017)